# Canthon delicatulus
Canthon delicatulus là một loài bọ cánh cứng trong họ Bọ hung (Scarabaeidae).